# Hot Water
Hot Water is een stomme film uit 1924 onder regie van Fred C. Newmeyer en Sam Taylor met in de hoofdrol Harold Lloyd. De film is een anthologiefilm opgebouwd uit 3 korte films. De film was ook maar 60 minuten lang, omdat Lloyd veel kitiek van distribiteurs kreeg dat zijn vorige film, Girl Shy, te lang was.

## Verhaal
Een blik op het getrouwde leven en de problemen met de schoonfamilie. Avonturen omvatten een rit in een drukke tram met een levende kalkoen, een wilde rit in een nieuwe auto met de schoonfamilie, en een moment waarin de echtgenoot per ongeluk zijn schoonmoeder bedwelmt en overtuigd is dat hij haar heeft gedood. Als ze begint te slaapwandelen, denkt hij dat ze is teruggekomen om hem te achtervolgen.

## Rolverdeling
| Acteur            | Personage             |
| ----------------- | --------------------- |
| Harold Lloyd      | Hubby                 |
| Jobyna Ralston    | Wifey                 |
| Josephine Crowell | Winnifred Ward Stokes |
| Charles Stevenson | Charley Stokes        |
| Mickey McBan      | Bobby Stokes          |